# Eduard Hančin
Eduard Hančin (14. května 1935 Divina – 9. července 2016) byl slovenský fotbalový útočník a trenér.

## Hráčská kariéra
V československé lize hrál za Dynamo Žilina a Slovan Bratislava. Se Slovanem získal v roce 1955 mistrovský titul. V lize dal 16 gólů v 71 zápase.

## Prvoligová bilance
| Ročník          | Zápasy | Góly | Klub              |
| --------------- | ------ | ---- | ----------------- |
| I. liga 1954    | 6      | 2    | Iskra Žilina      |
| I. liga 1955    | 2      | 0    | Slovan Bratislava |
| I. liga 1956    | 19     | 6    | Dynamo Žilina     |
| I. liga 1958/59 | 17     | 5    | Dynamo Žilina     |
| I. liga 1961/62 | 27     | 3    | Dynamo Žilina     |
| CELKEM I. LIGA  | 71     | 16   |                   |

## Trenérská kariéra
Po část sezóny 1977/78 byl trenérem ZVL Žilina (8.–15. kolo).